# Ariadne Oliver
Ariadne Oliver je izmišljena oseba in se pojavlja kot ena od junakinj v knjigah angleške pisateljice kriminalk, Agathe Christie. Največkrat se pojavlja kot sodelavka Hercula Poirota. Po poklicu je pisateljica kriminalk. Samostojno se je pojavila kot glavna junakinja samo v knjigi The Pale Horse iz leta 1961.